# Feras Shelbaieh
Feras Shelbaieh (arab. فراس زياد يوسف شلباية; ur. 27 listopada 1993 w Ammanie) – jordański piłkarz grający na pozycji obrońcy. Od 2019 jest zawodnikiem klubu Al-Wehdat Amman. Występuje także w reprezentacji Jordanii, z którą zdobył srebrny medal na Pucharze Azji 2023.

## Kariera piłkarska
Swoją karierę piłkarską Shelbaieh rozpoczął w klubie Al-Wehdat Amman, w którym w 2012 roku zadebiutował w pierwszej lidze jordańskiej. W debiutanckim sezonie wywalczył z Al-Wehdat wicemistrzostwo Jordanii. W sezonie 2013/2014 sięgnął z Al-Wehdat po dublet - mistrzostwo oraz Puchar Jordanii. W sezonach 2014/2015 i 2015/2016 także zostawał mistrzem tego kraju.
W 2016 roku Shelbaieh przeszedł do Al-Jazeera Amman. W sezonach 2016/2017 i 2017/2018 zostawał z nim wicemistrzem Jordanii. W 2019 powrócił do Al-Wehdat Amman.

## Kariera reprezentacyjna
W reprezentacji Jordanii Shelbaieh zadebiutował 15 listopada 2016 w zremisowanym 0:0 towarzyskim meczu z Libanem. W 2019 roku powołano go do kadry na Puchar Azji. Znalazł się w składzie Jordanii na Puchar Azji 2023, gdzie wraz z drużyną zajął II miejsce.